# Santuario de los mártires Cosme y Damián
El santuario de los Mártires de Valdecuna, también llamado de los mártires Cosme y Damián, ubicado en la parroquia de Valdecuna, concejo de Mieres (Asturias, España) fue construido en el siglo XVIII. A la original planta de cruz latina, se le añadió en el siglo XIX el pórtico que rodea la iglesia en tres de sus fachadas y la torre campanario.
Esta última, de sección cuadrada, está dividida en tres plantas, la inferior abierta, y recubierta por un paramento de piedra; las otras dos, están separadas por una línea de impostas. Al templo se accede, bajo la torre, por una puerta con orejas barrocas.
Los materiales utilizados en la fábrica son mampostería para muros, madera para el pórtico y sillería para esquinas, vanos, etc. La cubierta es a dos aguas en nave y cuatro en la torre.
En el interior, la nave se cubre con bóveda de cañón, con lunetos y de crucería la parte de la cabecera. Toda la bóveda está decorada con pinturas.
Frente al Santuario, existe, aún la llamada Casa de la Novena, en cuyo interior se conserva un limosnero popular del siglo XVIII.
Según la tradición, el culto a los mártires Cosme y Damián se remonta al tiempo del traslado de las reliquias de Toledo a Oviedo en época de la invasión musulmana.